# بيكو دا نبلينا
بيكو دا نِبلينا (بالبرتغالية: Pico da Neblina ؛ تلفظ برتغالي: ‎/ˈpiku dɐ neˈblĩnɐ/‏؛ أي قمة الضباب) هي أعلى قمة في البرازيل، يصل أرتفاعها إلى 2,995.3 متر (9,827 قدم) فوق مستوى سطح البحر، وهي جزءاً من في هضبة سيرا دا نبلينا، وجبل سيرا دو امري ومرتفعات غيانا على الحدود البرازيلية الفنزويلية. وفقًا لما حددته بعثة مسح الحدود في عام 1962، تقع قمتها داخل الأراضي البرازيلية مباشرةً، على مسافة أفقية تبلغ 687 متر (2,254 قدم) فقط من الحدود الفنزويلية في جبل بيكو فيلبس.
كما يوحي اسم القمة، فهي محاطة بسحب كثيفة في معظم الأوقات. وقد صعد لأول مرة في عام 1965 من قبل أعضاء في بعثة تابعة للجيش البرازيلي.

## القياسات الأرتفاع
لمدة 39 عامًا، استنادًا إلى قياس لا جدال فيه تم إجراؤه في عام 1965 بواسطة الطوبوغرافي خوسيه أمبروسيو دي ميراندا بومبو، باستخدام جهاز قياس المزواة، كان يُعتقد أن ارتفاع بيكو دا نبلينا يبلغ 3,014 مترًا (9,888 قدمًا)، ولكن تم إجراء قياس أكثر دقة في عام 2004 باستخدام أحدث معدات GPS من قبل رسام الخرائط ماركو أوريليو دي ألميدا ليما، وهو عضو في بعثة الجيش البرازيلي، وضعه على ارتفاع 2993.78 مترًا (9822 قدمًا). ثم تم الاعتراف بذلك رسميًا من قبل المعهد البرازيلي للجغرافيا والإحصاء (IBGE) ، وهي وكالة المسح الجغرافي والتعداد الرسمية التابعة للحكومة الفيدرالية، والتي نظمت الحملة بشكل مشترك.
في فبراير 2016 ، قامت IBGE بمراجعة طفيفة مرة أخرى للارتفاع الرسمي لبيكو دا نيبلينا وصل إلى 2995.30 مترًا (9827.1 قدمًا)، بفارق 1.52 متر. لم تكن هناك رحلة استكشافية جديدة أو قياس ميداني في ذلك الوقت ؛ القيمة الجديدة هي ببساطة إعادة حساب رياضي للارتفاع، بناءً على بيانات مجال GPS التي تم الحصول عليها مسبقًا، مع الأخذ في الاعتبار التعيين الجديد والأكثر دقة للأراضي البرازيلية فيما يتعلق بالجيود (السطح التخيلي القائم على حقل الجاذبية للأرض الذي هو مرجع الارتفاعات). وهذا ما يفسر سبب حصول كل من بيكو دا نيبلينا وبيكو فيلبس(31 دي ماركو)، المتجاورين، على نفس تصحيح الارتفاع تمامًا.

## الجيولوجيا والتضاريس
يتكون نبلينا من كتلة مائلة من الحجر الرملي تعلوه صخور ما قبل الكمبري المتحولة. القمة عبارة عن هرم أو سن صخري حاد مثير للإعجاب، مرتفع وشاهق (عندما تكون القمة مرئية) فوق الأراضي المنخفضة القريبة على الجانب البرازيلي، حيث يرتفع نطاق إيميري بسرعة من حوالي 100 متر فوق مستوى سطح البحر إلى حوالي 2000 متر عند القاعدة من الذروة في بضعة كيلومترات فقط ؛ من هناك ترتفع القمة بشكل حاد.
الجانب الفنزويلي من الكتلة الصخرية أكثر تلًا، كما أن تدرج الارتفاع إلى السهول الشمالية أقل حدة، على الرغم من وجود فجوات عميقة وجدران عالية. يمكن اعتبار بيكو 31 دي ماركو المجاورة قمة ثانوية لبيكو دا نيبلينا ؛ له شكل أكثر سلاسة واستدارة، ويصعب أحيانًا تمييزه بوضوح عن بيكو دا نيبلينا في الصور الفوتوغرافية، اعتمادًا على الزاوية والمسافة. نظرًا لخط العرض الاستوائي لبيكو دا نيبلينا، بينما يمكن أن يكون الجو باردًا في الأعلى، ويبدو أن درجات الحرارة شبه متجمدة وذات صقيع نادر ولا يوجد ثلوج. يعطي أحد المصادر غير الموثوقة متوسط درجة حرارة 20 درجة مئوية (68 درجة فهرنهايت) أثناء النهار و 6 درجات مئوية (43 درجة فهرنهايت) في الليل.

## روابط خارجية
- تسلق روبسون كزابان لبيكو دا نيبلينا عام 1998 - تقرير مفصل للغاية (بالبرتغالية) عن زيارته إلى القمة، والتي نشأت عن بعض الصور المرتبطة أعلاه، مع ألبوم الصور الخاص بها.
- رحلة جواو باولو باربوسا عام 1999 - حساب مفصل آخر (بالبرتغالية).